# Солонцов, Пётр Ефимович
Петр Ефимович Солонцов (1902, село Воронцовка Воронцовского уезда Воронежской губернии, теперь Павловского района Воронежская область, Российская Федерация — 1982, город Одесса, УССР)  — советский военный деятель, политический работник, начальник политического управления Одесского военного округа, полковник. Депутат Верховного Совета УССР 2-го созыва.

## Биография
Родился в семье крестьянина-бедняка Ефима Ивановича Солонцова. Окончил четыре класса сельской школы. Учился швейному делу, работал в хозяйстве отца.
С апреля 1924 года — в Красной армии. Служил красноармейцем караульного батальона в городе Тифлисе (Тбилиси). В декабре 1924 года вступил в комсомол.
С августа 1925 года — курсант Тбилисского военно-политического училища.
Член ВКП(б) с 1926 года.
После окончания военно-политического училища служил три года политическим руководителем роты стрелкового полка. В 1930—1933 годах — политический руководитель подразделения аэродромной службы. С 1933 года — секретарь бюро партийной организации танкового батальона.
Образование высшее. Окончил Военно-политическую академию имени Ленина.
После окончания академии назначен на должность инспектора политического управления Забайкальского военного округа.
В январе 1940—1941 г.  — военный комиссар стрелково-пулеметного училища; военный комиссар Рязанского пехотного училища Московского военного округа.
Участник Великой Отечественной войны с 1941 года. В октябре 1941 — июне 1942 г.  — военный комиссар 172-й стрелковой дивизии, оборонявшейся в Крыму. В 1942—1943 г.  — начальник политического отдела 58-й армии Забайкальского фронта. Участвовал в боях на Северном Кавказе, Кубани, на Днепре и под Вышним Волочком.
С марта 1944 года — начальник политического управления Одесского военного округа.
Затем — в отставке.

## Звания
- полковой комиссар
- бригадный комиссар (27.04.1942)
- полковник

## Награды
- орден Ленина
- два ордена Красного Знамени
- орден Красной Звезды (19.06.1943)
- медали